# If We Ever Meet Again
Singles de Timbaland
Carry Out
(2009) Marchin On
(2010)
Singles par Katy Perry
Starstrukk
(2009) California Gurls
(2010)
If We Ever Meet Again est une chanson issue du troisième album studio de Timbaland, Shock Value II. La chanson a servi de deuxième single mondial à l'album. Il a également été le quatrième et dernier single extrait de l'album. La chanson est en featuring avec la chanteuse pop Katy Perry. Le frère de Timbaland, Sebastian est aussi en featuring à la fin de la chanson mais ses vers de rap n'ont pas été crédités.

## Inspiration et Style
Timbaland affirma que If We Ever Meet Again était inspiré de la chanson de la formation Black Eyed Peas, I Gotta Feeling. Il ajoute que lors de l'écriture de la chanson, il était complètement hypnotisé par l'album de ceux-ci. Sur l’enregistrement, Timbaland n’adopte pas un style rap comme à l’habitude mais plutôt pop. Il déclare d’ailleurs vouloir toucher un nouveau style musical avec cette chanson.

## Vidéoclip
Le vidéoclip fut tourné en décembre 2009, il fut réalisé par Paul Coy Allen, qui a aussi réalisé les deux précédents vidéoclips de Timbaland : Morning After Dark ainsi que Say Something. Timbaland déclare à MTV qu’il souhaitait que le vidéoclip soit original et que Katy Perry y soit une innovation. Le vidéoclip fut diffusé pour la première fois le 18 janvier 2010 et fut diffusé officiellement le 19 janvier 2010 sur les chaînes musicales.

## Liste des pistes
CD Single (UK et Europe)
1. If We Ever Meet Again (International Radio Edit) - 3:58
2. If We Ever Meet Again (Digital Dog Radio Remix) - 3:35

UK Digital Download E.P.
1. If We Ever Meet Again (International Radio Edit) - 3:58
2. If We Ever Meet Again (Digital Dog Radio Remix) - 3:26
3. If We Ever Meet Again (Chew Fu Deja Fix) - 5:07
4. If We Ever Meet Again (Starsmith Remix) - 5:21

US Digital Download E.P.
1. If We Ever Meet Again (Radio Edit) - 3:58
2. If We Ever Meet Again (Album Version) - 4:53
3. If We Ever Meet Again (Instrumental) - 4:21

## Classements
| Année | Titre                 | Classement des ventes | Classement des ventes | Classement des ventes | Classement des ventes | Classement des ventes | Classement des ventes | Classement des ventes | Classement des ventes | Classement des ventes | Classement des ventes | Classement des ventes | Classement des ventes | Classement des ventes | Classement des ventes | Classement des ventes | Classement des ventes | Classement des ventes | Classement des ventes | Classement des ventes | Album          |
| Année | Titre                 | FR                    | FR TL                 | BEL/Fr                | BEL/Nl                | SUI                   | É-U                   | U.S. Pop              | R-U                   | AUT                   | AUS                   | N-Z                   | CAN                   | P-B                   | FIN                   | NOR                   | DAN                   | POL                   | ITA                   | EUR                   | Album          |
| ----- | --------------------- | --------------------- | --------------------- | --------------------- | --------------------- | --------------------- | --------------------- | --------------------- | --------------------- | --------------------- | --------------------- | --------------------- | --------------------- | --------------------- | --------------------- | --------------------- | --------------------- | --------------------- | --------------------- | --------------------- | -------------- |
| 2010  | If We Ever Meet Again | 5                     | 4                     | 12                    | 12                    | 7                     | 37                    | 25                    | 3                     | 10                    | 9                     | 1                     | 4                     | 27                    | 11                    | 7                     | 22                    | 3                     | 10                    | 31                    | Shock Value II |

## Sorties
| Date              | Pays               |
| ----------------- | ------------------ |
| 1er décembre 2009 | États-Unis (promo) |
| 15 février 2010   | Royaume-Uni        |
| 16 février 2010   | États-Unis         |
| 22 février 2010   | France             |
| 26 février 2010   | Allemagne          |